# Kanuslalom-Europameisterschaften 2012
Die Kanuslalom-Europameisterschaften 2012 fanden in Augsburg, Deutschland, unter der Leitung des Europäischen Kanuverbandes (ECA) statt. Es war die 13. Ausgabe des Wettbewerbs und sie fanden vom 9. bis zum 13. Mai 2012 im Augsburger Eiskanal statt. 
Es war nach 1996 das zweite Mal, dass die Wettkämpfe in Augsburg ausgetragen wurden.
Der Canader-Einer im Teamwettbewerb der Frauen feiert hier Premiere bei Europameisterschaften, zählte aber aufgrund der geringen Anzahl an Teilnehmerinnen nicht als Medaillen-Event. 

## Ergebnisse
Insgesamt wurden zehn Wettbewerbe austragen.

### Männer

#### Canadier
| Wettbewerb | Gold | Gold   | Silber                                                                                               | Silber | Bronze                                                                                           | Bronze |
| ---------- | --- | ------ | --- | ------ | ------------------------------------------------------------------------------------------------ | ------ |
| C1         | Sideris Tasiadis                                                                                             | 98,80  | Tony Estanguet                                                                                       | 100,10 | Benjamin Savšek                                                                                  | 100,55 |
| C1 Team    | SlowakeiMichal Martikán Matej Beňuš Alexander Slafkovský                                                     | 110,47 | DeutschlandNico Bettge Jan Benzien Sideris Tasiadis                                                  | 111,58 | FrankreichTony Estanguet Denis Gargaud Chanut Thibaut Vielliard                                  | 115,70 |
| C2         | TschechienJaroslav Volf/Ondřej Štěpánek                                                                      | 106,02 | SlowakeiPavol Hochschorner/Peter Hochschorner                                                        | 106,49 | DeutschlandRobert Behling/Thomas Becker                                                          | 107,27 |
| C2 Team    | Vereinigtes KönigreichDavid Florence & Richard Hounslow Tim Baillie & Etienne Stott Adam Burgess & Greg Pitt | 129,38 | TschechienJaroslav Volf & Ondřej Štěpánek Ondřej Karlovský & Jakub Jáně Jonáš Kašpar & Marek Šindler | 132,81 | DeutschlandDavid Schröder & Frank Henze Kai Müller & Kevin Müller Robert Behling & Thomas Becker | 137,38 |

#### Kajak
| Wettbewerb | Gold                                                 | Gold   | Silber                                                      | Silber | Bronze                                                     | Bronze |
| ---------- | ---------------------------------------------------- | ------ | ----------------------------------------------------------- | ------ | ---------------------------------------------------------- | ------ |
| K1         | Daniele Molmenti                                     | 93,20  | Paul Böckelmann                                             | 95,05  | Hannes Aigner                                              | 96,37  |
| K1 Team    | FrankreichÉtienne Daille Boris Neveu Bastien Damiens | 108,35 | DeutschlandHannes Aigner Paul Böckelmann Sebastian Schubert | 109,23 | ÖsterreichHelmut Oblinger Herwig Natmessnig Andreas Langer | 110,29 |

### Frauen

#### Canadier
| Wettbewerb                     | Gold                                               | Gold   | Silber                                                | Silber | Bronze                                                               | Bronze |
| ------------------------------ | -------------------------------------------------- | ------ | ----------------------------------------------------- | ------ | -------------------------------------------------------------------- | ------ |
| C1                             | Mira Louen                                         | 125,53 | Mallory Franklin                                      | 130,29 | Michaela Grimm                                                       | 144,09 |
| C1 Team (kein Medaillen-Event) | DeutschlandMichaela Grimm Mira Louen Lena Stöcklin | 151,02 | FrankreichCaroline Loir Claire Jacquet Oriane Rebours | 153,95 | Vereinigtes KönigreichMallory Franklin Kimberley Woods Alice Spencer | 170,09 |

#### Kajak
| Wettbewerb | Gold                                                       | Gold   | Silber                                            | Silber | Bronze                                        | Bronze |
| ---------- | ---------------------------------------------------------- | ------ | ------------------------------------------------- | ------ | --------------------------------------------- | ------ |
| K1         | Carole Bouzidi                                             | 106,93 | Melanie Pfeifer                                   | 106,94 | Fiona Pennie                                  | 107,02 |
| K1 Team    | DeutschlandCindy Pöschel Melanie Pfeifer Jasmin Schornberg | 121,80 | FrankreichÉmilie Fer Carole Bouzidi Caroline Loir | 123,45 | SlowakeiJana Dukátová Elena Kaliská Dana Mann | 126,39 |

## Medaillenspiegel
| Platz  | Land                   | Gold | Silber | Bronze | Gesamt |
| ------ | ---------------------- | ---- | ------ | ------ | ------ |
| 1      | Deutschland            | 3    | 4      | 4      | 11     |
| 2      | Frankreich             | 2    | 2      | 1      | 5      |
| 3      | Vereinigtes Königreich | 1    | 1      | 1      | 3      |
| 3      | Slowakei               | 1    | 1      | 1      | 3      |
| 5      | Tschechien             | 1    | 1      | 0      | 2      |
| 6      | Italien                | 1    | 0      | 0      | 1      |
| 7      | Österreich             | 0    | 0      | 1      | 1      |
| 7      | Slowenien              | 0    | 0      | 1      | 1      |
| Gesamt |                        | 9    | 9      | 9      | 27     |